# Площа України (Осло)

Вказівник з назвою площі

Площа України (норв. Ukrainas plass) — площа в Скарпсно, Фроґнер, Осло. Вона розташована на перетині воріт Драмменсвейен і Лейва Ейрікссона. Посольство Росії розміщене на площі України. 7 березня 2022 року район Фроґнер перейменував площу на честь України, на знак підтримки свободи України у відповідь на вторгнення Росії в Україну 2022 року.